# IC 1225
IC 1225 — галактика типу SBb (компактна витягнута галактика) у сузір'ї Дракон.
Цей об'єкт міститься в оригінальній редакції індексного каталогу.